# Typhoon (Fahrgeschäft)
Typhoon ist ein Fahrgeschäftsmodell des Herstellers Soriani & Moser. Es stellt eine Weiterentwicklung des Fahrgeschäfts Tornado Adventure dar.
Premiere feierte das Fahrgeschäft am 23. Juni 1995 unter der Leitung von Erich Avi aus Wels am Donauinselfest in Wien. Der Typhoon arbeitet mit fünf Motoren, einer für die Rotation der gesamten Anlage, zwei für die Anhebung der beiden Planetenräder und zwei für die Drehung dieser Räder. Diese sind in beiden Richtungen drehbar und es befinden sich jeweils fünf viersitzige Gondeln, die durch ein spezielles Bremssystem entweder feststehend sind oder sich um die eigene Achse drehen können. Dadurch sind bei angehobenen Armen Außen- und Innenloopings möglich.